# Палажченко, Николай Павлович
Никола́й Па́влович Пала́жченко (псевдоним Спайдер; род. 26 июня 1978, Нью-Йорк, США) — российский арт-менеджер, куратор, арт-критик, искусствовед.
Арт-директор Центра современного искусства «Винзавод» (2005—2007), член совета фонда «Винзавод» (с 2007), куратор факультета «Арт-менеджмент и галерейный бизнес» бизнес-школы RMA.

## Биография
Родился 26 июня 1978 года в Нью-Йорке в семье переводчика и политического аналитика Павла Палажченко, в то время работавшего в русской секции службы устного перевода секретариата ООН.
В 1994 году окончил Московскую международную киношколу. Учился в Санкт-Петербургской государственной академии театрального искусства на экспериментальном факультете художника Юрия Нолева-Соболева, где занимался современным искусством перформанса и мультимедийным искусством.
В 1993 году работал с Центром современного искусства на Якиманке, арт-галереей Spider & Mouse и Институтом современного искусства (впоследствии Институт проблем современного искусства).
В 1995 году сотрудничал с «Интерстудио» (Царское Село) по ряду образовательных художественных и экспериментальных проектов.
В 1999—2001 годах был куратором программ фестивалей «Неофициальная Москва», «Неофициальная столица», «Культурные герои 21 века», проходивших в рамках культурно-политического проекта Марата Гельмана.
В 2002 году основал с несколькими российскими коллекционерами Клуб коллекционеров современного искусства — некоммерческое объединение, способствовавшее развитию коллекционирования и продвижения современного искусства в России. На ярмарке «Арт-Москва» Клуб ежегодно проводил выставки современного искусства из частных коллекций. Также Клуб организовывал выставки, встречи, поездки российских коллекционеров на международные ярмарки современного искусства. Пик активности в деятельности Клуба пришёлся на 2004 год.
С 2004 года по приглашению акционеров бывшего Мосвинокомбината участвовал в разработке концепции и создании в комплексе зданий бывшей пивоваренной фабрики Центра современного искусства «Винзавод», ставшего первым крупным публичным московским арт-кластером. В 2005—2007 годах был директором «Винзавода», с 2007 года — член совета фонда «Винзавод».
В 2006 году вместе с издателем и меценатом Александром Погорельским организовал «Общество поддержки актуального искусства „Метафутуризм“» и выступил инициатором фестиваля современного искусства «Арт-местечко: Шаргород» в городе Шаргороде на Украине. В настоящее время в Шаргороде действует международная художественная резиденция.
В 2007 году был куратором архитектурного workshop’а с участием более 40 молодых архитекторов.
Работал над несколькими первыми выставками на Речном вокзале в Перми.
Сотрудничает с Институтом медиа, архитектуры и дизайна «Стрелка».
В 2010 году от имени центра современного искусства «Винзавод» вручил премию «Моральная поддержка» Илье Трушевскому — художнику, обвиняемому в изнасиловании. Это вызвало жёсткую критику уже в отношении самого Палажченко и обусловило его дальнейший уход с "Винзавода".
В 2011 году входил в группу разработчиков на базе бизнес-школы «Сколково» проекта в сфере национального брендинга «Центр русского авангарда». Проект не был осуществлён. В группу разработчиков, помимо Николая Палажченко, входили Алёша Замятин, Владимир Паперный, Марина Хрусталёва, Виктория Голембиовская, Нуна Алекян.
В 2012 году создал факультет «Арт-менеджмент и галерейный бизнес» в рамках бизнес-школы RMA.
В 2017 году стал автором цикла выставок «Прощание с вечной молодостью». «Прощание с вечной молодостью» — центральный проект юбилейной программы ЦСИ ВИНЗАВОД. В течение девяти месяцев будет организовано 12 выставок представителей нового поколения в современном российском искусстве.

## Участие в творческих организациях
- Член Международной федерации художников (секция искусствоведения, с 1997)[1]

### Публикации Николая Палажченко

#### Статьи
- Государство не продюсер // Эксперт. — № 38 (722). — 27 сентября 2010 года.

#### Интервью
- Межуев Борис. «Акция группы „Война“, несомненно, достигла успеха…» // Русский журнал. — 13 марта 2008 года.
- Котов Глеб. Николай Палажченко: «Мне очень нравятся большие слегка запущенные парки» // НГ Антракт. — 19 сентября 2008 года.
- Чудинова Ксения. Большинство убеждено, что «культурная политика» — это о политиках, которые мало матом ругаются // Сноб. — № 06 (46). — 2012. — Июнь.

#### Публичные выступления
- Заявление Николая Палажченко по поводу акции, прошедшей во время вручения премии «Соратник» // GiF.RU. — 3 июня 2010 года.
- Стратегический мастер-план и преобразование города. Выступление на Пермском форуме 2012 года.
- Дискуссионная группа «Среда». Доклад на Пермском форуме 2012 года.